# بروتين سي
بروتين سي (بالإنجليزية: Protein C)‏، المعروف أيضا باسم أوتوبروثرومبين (بالإنجليزية: autoprothrombin IIA)‏ أو العامل الرابع عشر(بالإنجليزية:  factor XIV)‏ في تخثر الدم، :6822: 6822 [3] وهو بروتين مخمر (أي غير نشط)، وشكل تفعيله من الذي يلعب دورا هاما في تنظيم عمليات مثل تجلط الدم، والالتهابات، موت الخلايا، والحفاظ على نفاذية جدران الأوعية الدموية في البشر والحيوانات الأخرى.

## علم الدم
ردع تخثر الدم بواسطة بروتين سي. يبدا تشغيل هذا النظام الفريد باستخدام ثرومبين، الذي يحول الفيبرينوجين الذائب لشبكة فبرين، التي هي ما تؤدي لتخثر الدم. يربط بداية، الثرومبين بالتروبومودولين وهو البروتين الموجود في الخلايا البطانية؛ وهذا الرابط يؤدي لايقاف عمل الثرومبين التخثري، بحيث تصبح وظيفة الثرومبين تشغيل بروتين C؛ وعندما يصبح هذا البروتين فعالا، فانه يقضي على مركبين مهمين في عملية تخثر الدم، عامل Va وعامل VIIIa، بالإضافة لبروتينات أخرى مساعدة على ذلك، بروتين اس، وبهذه الطريقة تتوقف عملية تخثر الدم.
ان نقص هذه البروتين هو امر نادر نسبيا، ويمكن تشخيص النقص فقط لدى 15%-20% من الذين اصيبوا بتجلط الاوردة، التي لم يكن مسببها عاملا خارجيا. توجد حالات وراثية أخرى من تجلط الدم الشائعة أكثر، وغير المرتبطة بنقص البروتينات سي واس والانتيترومبين. ان المسبب الأول هو عامل تخثر الدم V ليدن (V Leiden) (سمي على اسم المدينة الجامعية لايدن الهولندية حيث تم اكتشافه)؛ أما المسبب الثاني فهو التغير في الجين المرمز لعامل التخثر 2 (بروثرومبين (prothrombin)).
ان كل واحد من هذه النواقص متواجد لدى حوالي 5% من اصحاب البشرة البيضاء، ولدى حوالي 20 ٪ بين الذين يتم استقبالهم في غرف الطوارئ بسبب تجلط الدم في الاوردة. يوجد في عامل تخثر الدم V ليدين، حامض اميني قد تم تغييره وسبب ذلك، انه إذا كان بروتين C فعالا فانه يقضي على عامل التخثر V. ان عملية الردع الطبيعية للتخثر عن طريق بروتين C الفعال، تقل بسبب الخلل في تحليل عامل التخثر V، ونتيجة لذلك يتجلط الدم. يؤدي التغير في جين عامل التخثر الثاني، إلى زيادة إنتاجه ونتيجة لذلك زيادة إنتاج ثرومبين.
لقد وجد في السنوات الاخيرة، بان مضاعفات الحمل، مثل موت الجنين في المراحل الأولى، والاجهاضات الكثيرة في المراحل الأولى للحمل (على الاقل ثلاث مرات) مرتبطة بتجلط الدم الوراثي. وبالنسبة لمضاعفات الحمل الأخرى مثل تسمم الحمل، انفصال المشيمة المبكر وتاخر نمو الجنين، لم يتم اثبات صلتها بتجلط الدم الوراثي.

## وصلات إضافية
- The ميروبس  [لغات أخرى]‏ online database for peptidases and their inhibitors: S01.218 نسخة محفوظة 16 سبتمبر 2007 على موقع واي باك مشين.
- The Protein C Pathway- John H. Griffin, retired, معهد سكريبس للأبحاث، La Jolla, California
- Diagram of The Blood Coagulation Pathway and Protein C Pathway
- "Product Information: Human Protein C — Mouse Protein C — Bovine Protein C". Haematologic Technologies Inc. مؤرشف من الأصل في 2016-03-03. اطلع عليه بتاريخ 2010-09-14.
- "Product Information: Human Activated Protein C — Bovine Activated Protein C — Mouse Activated Protein C". Haematologic Technologies Inc. 2009. مؤرشف من الأصل في 2016-06-12. اطلع عليه بتاريخ 2010-09-28.